# Episannina modesta
Episannina modesta is een vlinder uit de familie wespvlinders (Sesiidae), onderfamilie Sesiinae.
Episannina modesta is voor het eerst wetenschappelijk beschreven door Le Cerf in 1916. De soort komt voor in het Afrotropisch gebied.